# TNAノックアウト世界王座
TNAノックアウト世界王座（TNA Knockouts World Championship）は、TNAが管理、認定している王座。

## 歴史
2007年9月12日、TNAが女子部を「ノックアウト」に再編されると同時にTNAノックアウト王座を創設。
2017年3月2日、団体名をインパクト・レスリングに改称したため、王座名をインパクト・ノックアウト王座に変更。
2021年、王座名をインパクト・ノックアウト世界王座に変更。
2024年1月1日、団体名をTNAに戻したため、王座名をTNAノックアウト世界王座に変更。

## 歴代王者
| 歴代              | 選手                   | 戴冠回数 | 獲得日付       | 獲得場所                         |
| ----------------- | ---------------------- | -------- | -------------- | -------------------------------- |
| 初代              | ゲイル・キム           | 1        | 2007年10月14日 | ジョージア州アトランタ           |
| 第2代             | オーサム・コング       | 1        | 2008年1月7日   | フロリダ州オーランド             |
| 第3代             | テイラー・ワイルド     | 1        | 2008年6月24日  | フロリダ州オーランド             |
| 第4代             | オーサム・コング       | 2        | 2008年10月23日 | ネバダ州ラスベガス               |
| 第5代             | アンジェリーナ・ラブ   | 1        | 2009年4月19日  | ペンシルバニア州フィラデルフィア |
| 第6代             | タラ                   | 1        | 2009年6月25日  | フロリダ州オーランド             |
| 第7代             | アンジェリーナ・ラブ   | 2        | 2009年7月19日  | フロリダ州オーランド             |
| 第8代             | ODB                    | 1        | 2009年8月16日  | フロリダ州オーランド             |
| 2009年9月18日剥奪 |                        |          |                |                                  |
| 第9代             | ODB                    | 2        | 2009年9月20日  | フロリダ州オーランド             |
| 第10代            | タラ                   | 2        | 2009年12月20日 | フロリダ州オーランド             |
| 第11代            | ODB                    | 3        | 2010年1月4日   | フロリダ州オーランド             |
| 第12代            | タラ                   | 3        | 2010年1月17日  | フロリダ州オーランド             |
| 第13代            | アンジェリーナ・ラブ   | 3        | 2010年4月5日   | フロリダ州オーランド             |
| 第14代            | マディソン・レイン     | 1        | 2010年4月18日  | ミズーリ州セントチャールズ       |
| 第15代            | アンジェリーナ・ラブ   | 4        | 2010年7月11日  | フロリダ州オーランド             |
| 第16代            | マディソン・レイン     | 2        | 2010年7月13日  | フロリダ州オーランド             |
| 第17代            | アンジェリーナ・ラブ   | 5        | 2010年8月9日   | フロリダ州オーランド             |
| 第18代            | タラ                   | 4        | 2010年10月10日 | フロリダ州デイトナビーチ         |
| 第19代            | マディソン・レイン     | 3        | 2010年10月11日 | フロリダ州オーランド             |
| 第20代            | ミッキー・ジェームス   | 1        | 2011年4月17日  | オハイオ州シンシナティ           |
| 第21代            | ウィンター             | 1        | 2011年8月7日   | フロリダ州オーランド             |
| 第22代            | ミッキー・ジェームス   | 2        | 2011年8月25日  | アラバマ州ハンツビル             |
| 第23代            | ウィンター             | 2        | 2011年9月11日  | フロリダ州オーランド             |
| 第24代            | ベルベット・スカイ     | 1        | 2011年10月16日 | ペンシルバニア州フィラデルフィア |
| 第25代            | ゲイル・キム           | 2        | 2011年11月13日 | フロリダ州オーランド             |
| 第26代            | ミス・テスメイカー     | 1        | 2012年6月10日  | テキサス州アーリントン           |
| 第27代            | マディソン・レイン     | 4        | 2012年8月12日  | フロリダ州オーランド             |
| 第28代            | ミス・テスメイカー     | 2        | 2012年8月16日  | フロリダ州オーランド             |
| 第29代            | タラ                   | 5        | 2012年10月14日 | アリゾナ州フェニックス           |
| 第30代            | ベルベット・スカイ     | 2        | 2013年1月26日  | イギリス・ロンドン               |
| 第31代            | ミッキー・ジェームス   | 3        | 2013年5月23日  | フロリダ州タンパ                 |
| 第32代            | ODB                    | 4        | 2013年9月12日  | ミズーリ州セントルイス           |
| 第33代            | ゲイル・キム           | 3        | 2013年10月20日 | カリフォルニア州サンディエゴ     |
| 第34代            | マディソン・レイン     | 5        | 2014年1月16日  | アラバマ州ハンツビル             |
| 第35代            | アンジェリ―ナ・ラブ    | 6        | 2014年4月27日  | フロリダ州オーランド             |
| 第36代            | ゲイル・キム           | 4        | 2014年6月20日  | ペンシルベニア州ベスレヘム       |
| 第37代            | ハヴォック             | 1        | 2014年9月16日  | ペンシルベニア州ベスレヘム       |
| 第38代            | タリン・テレル         | 1        | 2014年9月19日  | ペンシルベニア州ベスレヘム       |
| 第39代            | ブルーク               | 3        | 2015年6月25日  | フロリダ州オーランド             |
| 第40代            | ゲイル・キム           | 5        | 2016年7月29日  | フロリダ州オーランド             |
| 第41代            | ジェイド               | 1        | 2016年3月17日  | フロリダ州オーランド             |
| 第42代            | シエナ                 | 1        | 2016年6月12日  | フロリダ州オーランド             |
| 第43代            | アリー                 | 1        | 2016年8月12日  | フロリダ州オーランド             |
| 第44代            | マリア・ケネリス       | 1        | 2016年8月13日  | フロリダ州オーランド             |
| 第45代            | ゲイル・キム           | 6        | 2016年10月2日  | フロリダ州オーランド             |
| 2016年10月返上    |                        |          |                |                                  |
| 第46代            | ローズマリー           | 1        | 2016年10月9日  | フロリダ州オーランド             |
| 第47代            | シエナ                 | 2        | 2017年7月2日   | フロリダ州オーランド             |
| 第48代            | ゲイル・キム           | 7        | 2017年11月5日  | カナダ・オンタリオ州オタワ       |
| 2017年11月6日返上 |                        |          |                |                                  |
| 第49代            | ローレル・ヴァン・ネス | 1        | 2017年11月8日  | カナダ・オンタリオ州オタワ       |
| 第50代            | アリー                 | 2        | 2018年1月12日  | フロリダ州オーランド             |
| 第51代            | シュー・ヤン           | 1        | 2018年4月24日  | フロリダ州オーランド             |
| 第52代            | テッサ・ブランチャード | 1        | 2018年8月12日  | カナダ・オンタリオ州オタワ       |
| 第53代            | タヤ・ヴァルキリー     | 1        | 2019年1月6日   | テネシー州ナッシュビル           |
| 第54代            | ジョーディン・グレイス | 1        | 2020年1月18日  | メキシコ・メキシコシティ         |
| 第55代            | ディオナ・パラッツォ   | 1        | 2020年7月18日  | テネシー州ナッシュビル           |
| 第56代            | シュー・ヤン           | 2        | 2020年10月24日 | テネシー州ナッシュビル           |
| 第57代            | ディオナ・パラッツォ   | 2        | 2020年11月14日 | テネシー州ナッシュビル           |
| 第58代            | ミッキー・ジェームス   | 4        | 2021年10月23日 | ネバダ州サンライズマナー         |
| 第59代            | ダッシャ・スティールズ | 1        | 2022年3月5日   | ケンタッキー州ルイビル           |
| 第60代            | ジョーディン・グレイス | 2        | 2022年6月19日  | テネシー州ナッシュビル           |
| 第61代            | ミッキー・ジェームス   | 5        | 2023年1月13日  | ジョージア州アトランタ           |
| 2023年3月25日返上 |                        |          |                |                                  |
| 第62代            | ディオナ・パラッツォ   | 3        | 2023年4月16日  | カナダ・オンタリオ州トロント     |
| 第63代            | トリニティ             | 1        | 2023年7月15日  | カナダ・オンタリオ州ウィンザー   |
| 第64代            | ジョーディン・グレイス | 3        | 2024年1月13日  | ネバダ州ラスベガス               |
| 第65代            | マーシャ・スラモビッチ | 1        | 2024年10月26日 | ミシガン州デトロイト             |